# 남양주 묘적사 팔각다층석탑
남양주 묘적사 팔각다층석탑(南楊州 妙寂寺 八角多層石塔)은 대한민국 경기도 남양주시 와부읍, 묘적사에 있는 조선시대의 석탑이다. 2013년 11월 12일 경기도의 유형문화재 제279호로 지정되었다.

## 개요
묘적사(妙寂寺) 팔각다층석탑은 조선 전기의 탑으로 알려져 있다. 원래 사원(어떤 사원?) 앞에 있었으나 1970년대 초에 현재 위치로 옮겨졌다.
묘적사는 신라 문무왕 때 원효대사가 개창한 것으로 전해져 온다. 『신동국여지승람』 제11양주목 불우조에 ‘묘적사재묘적산유김수온기(妙寂寺在妙寂山有金守溫記)’라고 기록되어 있어 세조 때에도 있었음을 알 수 있다.
이 석탑은 기단부에 탑신과 상륜을 얹은 것으로 하대석(下臺石)의 면석(面石)에 안상(眼象)을 조식하였다. 기단은 앙복연화문(仰覆蓮花文)을 새긴 불좌형식(佛座形式)이며, 탑신은 능각(稜角)마다 우주(隅柱)를 새겼다.
옥개는 하나의 돌로 조성하였는데 섬세하게 주두(柱頭)까지 모각하였다. 옥개석 추녀는 모서리가 치켜 올라가 있고, 끝에는 풍경(風磬)을 달았던 작은 구멍이 있다. 전체적으로 세장한 팔각석탑으로서 표면에 여러 문양을 새겨 장식적인 효과를 표현하였다.

## 같이 보기
- 묘적사

## 참고 자료
- 남양주 묘적사 팔각다층석탑 - 국가유산청 국가유산포털